# 36
Het jaar 36 is het 36e jaar in de 1e eeuw volgens de christelijke jaartelling.

## Gebeurtenissen

### Judea
- De Samaritanen dienen een klacht bij Publius Vitellius in tegen Pontius Pilatus, de praefectus van Judea. Pilatus zou een bloedbad hebben aangericht onder een grote groep volgelingen van een Samaritaan die claimt een teruggekeerde Mozes te zijn. Vitellius oordeelt dat Pilatus moet terugkeren naar Rome om zich voor de keizer te verantwoorden en benoemt Marcellus tot opvolger
- Aretas IV verovert gebieden langs de Jordaanoever, het Nabateese koninkrijk bereikt zijn culturele hoogtepunt.
- Marcellus wordt benoemd tot zesde praefectus over Judea en Samaria.

### Parthië
- Artabanus II verdrijft met steun van Scythische huurtroepen, Tiridates III uit Parthië en vlucht naar Syria.

### Mexico
- In El Baúl (huidige Guatemala) aan de Pacifische kust, wordt een steen opgericht in de Pre-klassieke Maya stijl, met de datum 7.19.15.7.12. Dit zijn de vroegste getuigenissen (kalenderinscripties) van de Maya cultuur.

## Overleden
- Aemilia Lepida, dochter van Marcus Aemilius Lepidus